# První vídeňská arbitráž

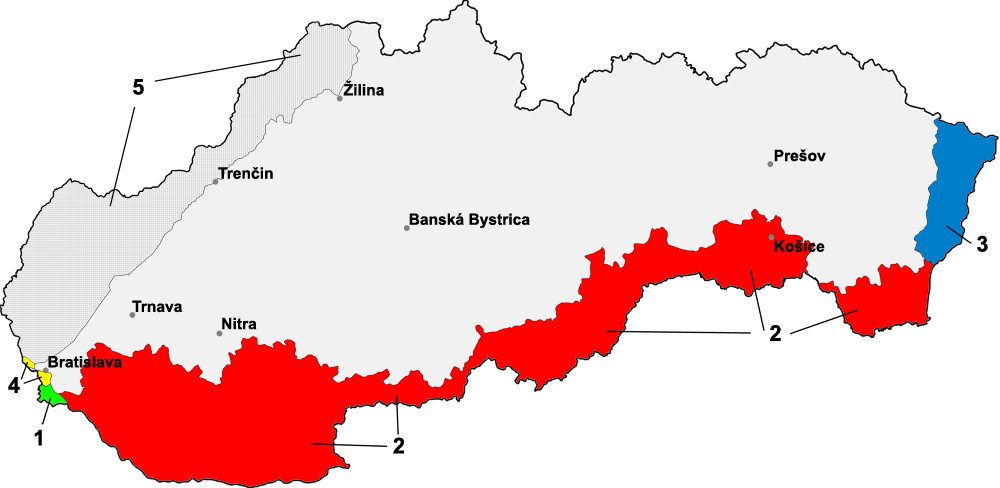
Území dnešního Slovenska, odstoupená Maďarsku první vídeňskou arbitráží:
1 – jižní část Bratislavského předmostí, do 15. října 1947 součástí Maďarska
2 – tzv. Jižní Slovensko, od 2. listopadu 1938 do jara/8. května 1945 připojeno k Maďarsku
3 – část východního Slovenska kolem Stakčína a Sobranců, po válce od 4. dubna 1939 do jara/8. května 1945 připojeno k Maďarsku
4 – Devín a Petržalka (Bratislavské předmostí v rozsahu před 15. říjnem 1947), od 1./20. listopadu 1938 do 1945 připojeno k Německu
5 – německá zóna, zřízená „Ochrannou smlouvou“ (Schutzvertrag) 23. března 1939

Územní ztráty Československa na Podkarpatské Rusi v důsledku první vídeňské arbitráže. Podkarpatská Rus byla ze všech zemí ČSR postižena odstoupením pohraničí nejvíce. Ztratila významné roviny s dopravními tepnami i průmyslovými podniky a hlavně obě dvě velká města – Užhorod a Mukačevo. Sídlo oblasti se přesunulo do Chustu.

Dne 2. listopadu 1938 bylo ve vídeňském Belvederu ukončeno arbitrážní jednání o maďarsko-československé hranici. Oficiálním důvodem jednání bylo „vyřešení postavení polské a maďarské menšiny v Československu“. Na základě abritrážního rozhodnutí ministrů zahraničí Německa Joachima von Ribbentropa a Itálie Galeazza Ciana bylo rozhodnuto, že Československo odstoupí určitá území ve prospěch horthyovského Maďarského království, podobně jako byly odstoupeny Sudety nacistickému Německu.
Podle protokolu o vídeňské arbitráži, podepsaného zástupci Německa, Itálie, Maďarského království a Československa, musel společný stát Čechů a Slováků ve dnech 5.–10. listopadu 1938 odstoupit Maďarskému království značnou část území jižního a východního Slovenska kterou získal roku 1920 v důsledku Trianonské smlouvy a také jihozápadní část Podkarpatské Rusi (celkem 11 927 km² s více než miliónem maďarských obyvatel). Vídeňská arbitráž byla přímým důsledkem mnichovské dohody, a proto bývají výsledky obou aktů velmi často připisovány pouze Mnichovu.

## Důsledky
Nové hranice způsobily hlavně v dopravě kritickou situaci. Kromě přerušení dopravy v oblasti západu Slovenska došlo k rozdělení železniční sítě hlavně ve východní části země Slovenské, kde Košice, regionálně nejvýznamnější město, připadly Maďarsku. Situace na Podkarpatské Rusi byla ještě horší, neboť Maďaři získali Užhorod i Mukačevo. Kvůli napjatým vztahům mezi Československem a Maďarskem byl provoz drážní dopravy komplikovaný a tak muselo být rozhodnuto o budování tratí nových. Kromě dopravních omezení však došlo i k ekonomickým a jiným ztrátám. Odstoupením Košic přišla země Slovenská o druhé největší město, rovněž ztratila zemědělsky cenné oblasti jižního Slovenska, hlavně Žitný ostrov. Maďarské království sice podle textu smlouvy mělo zajistit československé vládě odstranění všech komplikací, které odtržení území způsobilo, vztahy však dobré nebyly a těžkosti přetrvávaly. Hranice stanovené Vídeňskou arbitráží přetrvávaly až do konce druhé světové války a byly i jižní hranicí Slovenského státu před obnovením Československa v hranicích předmnichovských.

## Druhá vídeňská arbitráž
Druhá vídeňská arbitráž se konala o dva roky později. Zajistila podobným způsobem rozšíření území Maďarska na úkor Rumunska o Severní Transylvánii – centrální část Rumunska, osídlenou především maďarskou menšinou. Podobně jako v případě první vídeňské arbitráže, i zde byly oblasti s maďarskou menšinou Rumunsku po skončení války navráceny.

## Neplatnost Vídeňských arbitráží
Maďarsko mírovou smlouvou z roku 1947 uznalo neplatnost a nulitu obou Vídeňských arbitráží.